# PAE Iraklísz
Az Iraklísz (görögül: ΠΑΕ Ηρακλής, magyar átírásban: PAE Iraklísz, nemzetközi nevén: Iraklis Thessaloniki FC vagy Iraklis FC) egy görög labdarúgócsapat, székhelye Szalonikiben található.
A csapat legnagyobb sikerét 1976-ban érte el, amikor megnyerte a görög kupát.
A PAE Iraklísz a GSZ Iraklísz sportegyesület labdarúgó-szakosztálya.

## Korábbi elnevezései
- GSZ Iraklísz

## Sikerei

### Nemzeti
- Görögkupa-győztes:

1 alkalommal (1976)

### Nemzetközi
- Balkán-kupa-győztes:

1 alkalommal: 1

## Eredményei

### Európaikupa-szereplés

#### Összesítve
| Kupa                              | J  | Gy | D | V  | Rg | Kg |
| --------------------------------- | -- | -- | - | -- | -- | -- |
| Kupagyőztesek Európa-kupája (KEK) | 2  | 0  | 1 | 1  | 0  | 2  |
| UEFA-kupa                         | 14 | 5  | 2 | 7  | 13 | 19 |
| Vásárvárosok kupája (VVK)         | 4  | 1  | 0 | 3  | 4  | 19 |
| Intertotó-kupa                    | 10 | 4  | 1 | 5  | 12 | 20 |
| Összesítve                        | 30 | 10 | 4 | 16 | 29 | 60 |

#### Szezonális bontásban
| Idény     | Kupa           | Forduló                  | Klub                 | 1. mérk. | 2. mérk.   | Össz. |
| --------- | -------------- | ------------------------ | -------------------- | -------- | ---------- | ----- |
| 1961–1962 | VVK            | 2. forduló               | Novi Sad XI          | 2–1*     | 1–9        | 3–10  |
| 1963–1964 | VVK            | 1. forduló               | Real Zaragoza        | 0–3*     | 1–6        | 1–9   |
| 1976–1977 | KEK            | 1. forduló               | APÓEL                | 0–0*     | 0–2        | 0–2   |
| 1989–1990 | UEFA-kupa      | 1. forduló               | FC Sion              | 1–0*     | 0–2        | 1–2   |
| 1990–1991 | UEFA-kupa      | 1. forduló               | Valencia CF          | 0–0*     | 0–2 (h.u.) | 0–2   |
| 1995      | Intertotó-kupa | Csoportkör (12. csoport) | Vorwärts Steyr       | 0–3      | 0–3        | 0–3   |
| 1995      | Intertotó-kupa | Csoportkör (12. csoport) | Szpartak Plovdiv     | 0–0*     | 0–0*       | 0–0*  |
| 1995      | Intertotó-kupa | Csoportkör (12. csoport) | Eintracht Frankfurt  | 1–5      | 1–5        | 1–5   |
| 1995      | Intertotó-kupa | Csoportkör (12. csoport) | Panerys Vilnius      | 3–1*     | 3–1*       | 3–1*  |
| 1996–1997 | UEFA-kupa      | Selejtezőkör             | APÓEL                | 0–1*     | 1–2        | 1–3   |
| 1997      | Intertotó-kupa | Csoportkör (12. csoport) | SV Ried              | 1–3      | 1–3        | 1–3   |
| 1997      | Intertotó-kupa | Csoportkör (12. csoport) | SZK Tbiliszi         | 2–0*     | 2–0*       | 2–0*  |
| 1997      | Intertotó-kupa | Csoportkör (12. csoport) | Torpedo Moszkva      | 1–4      | 1–4        | 1–4   |
| 1997      | Intertotó-kupa | Csoportkör (12. csoport) | Floriana             | 1–0*     | 1–0*       | 1–0*  |
| 1998      | Intertotó-kupa | 2. forduló               | Naţional Bucureşti   | 3–1*     | 0–3        | 3–4   |
| 2000–2001 | UEFA-kupa      | 1. forduló               | FC Gueugnon          | 0–0      | 1–0*       | 1–0   |
| 2000–2001 | UEFA-kupa      | 2. forduló               | 1. FC Kaiserslautern | 1–3*     | 3–2        | 4–5   |
| 2002–2003 | UEFA-kupa      | 1. forduló               | Anórthoszi           | 4–2*     | 1–3        | 5–51  |
| 2006–2007 | UEFA-kupa      | 1. forduló               | Wisła Kraków         | 1–0*     | 0–2 (h.u.) | 1–2   |

Megjegyzés:
- A *-gal jelölt mérkőzéseket pályaválasztóként rendezték.
- 1Idegenben lőtt több góllal az Anórthoszi jutott tovább.

## Játékosok

### A klub egykori magyar játékosai
- Szabó József

## Külső hivatkozások
- Az Iraklísz hivatalos honlapja Archiválva 2008. február 19-i dátummal a Wayback Machine-ben
- Az Iraklísz adatlapja az uefa.com-on (angolul)